# Supreme Court Police
Die Supreme Court of the United States Police wurde 1935 gegründet. Sie ist eine kleinere Polizeibehörde der Vereinigten Staaten auf Bundesebene, die sich in Washington, D.C. befindet und für die Sicherheit des Obersten Gerichtshofes der Vereinigten Staaten (U.S. Supreme Court) zuständig ist. Sie hat (Stand 2018) ca. 125 Mitarbeiter.

## Aufgaben
Die Polizei betreibt Objektschutz am Supreme Court und gewährleistet die Sicherheit der Mitarbeiter und Besucher für die Dienstgebäude und dessen Umfeld. Ferner unterstützt sie Besucher. Leiter der Supreme Court Police ist der Marshal of the United States Supreme Court. Die Supreme Court of the United States Police ist nicht dem Präsidenten oder dem Attorney General unterstellt, sondern dem Supreme Court selbst. Sie arbeitet beim Schutz des Supreme Court mit dem United States Marshals Service zusammen.
Es bestehen folgende Organisationseinheiten:
- Uniformierter Dienst (Uniformed Services)
- Schutzdienste (Protective Services)
- Gefährdungs- und Risikoanalyse (Threat Assessment Unit)
- Hintergrundermittlungen (Background Investigation Unit)
- Ehrenwache (Honor Guard)
- Haupteingreifkräfte (Key Response Squad) sowie
- Gefahrgut und Delaborierung (HazMat/Bomb Response).

Die Polizeivollzugsbeamten werden zentral beim Federal Law Enforcement Training Center mit Sitz im Glynn County ausgebildet.